# Elevator (canção de Eminem)
Elevator é uma canção do rapper estadunidense Eminem, lançado como single para o álbum Relapse: Refill, sendo o re-lançamento de seu sexto álbum de estúdio o Relapse. Foi um single promocional lançado no dia 15 de dezembro de 2009, liberando o mesmo dia que o outro single do disco "Hell Breaks Loose". Em 2 de janeiro de 2010 a canção chegou a posição 67 na Billboard Hot 100.

## Faixas
| N.º | Título                                                   | Compositor(es)       | Produtor(s) | Duração |  |
| 1.  | "Elevator" (versão explicita presente presente no álbum) | M. Mathers, L. Resto | Eminem      | 4:53    |  |

## Desempenho nas paradas
| Paradas (2010)                         | Melhor posição |
| -------------------------------------- | -------------- |
| Canadá (Canadian Hot 100)              | 59             |
| Estados Unidos (Billboard Hot 100)     | 67             |
| Estados Unidos (iTunes American Chart) | 13             |

## Histórico de lançamento
| País           | Data                   | Formato          | Editora discográfica       |
| -------------- | ---------------------- | ---------------- | -------------------------- |
| Estados Unidos | 15 de dezembro de 2009 | Descarga digital | Shady Aftermath Interscope |
| Mundo          | 15 de dezembro de 2009 | Descarga digital | Shady Aftermath Interscope |
| Nova Zelândia  | 1 de janeiro de 2009   | Descarga digital | Shady Aftermath Interscope |